# ハンニバル・レコード
ハンニバル・レコード（Hannibal Records）は、イギリスのレコード・レーベルで、ワールドミュージックのジャンルに最初に取り組んだレーベルの1つである。
ハンニバルは、1980年にジョー・ボイドによって設立された。ボイドはニック・ドレイク、インクレディブル・ストリング・バンド、フェアポート・コンヴェンションなどのアーティストのレコードをプロデュースし、これらのアーティストやトリオ・ブルガルカなどの録音をこの新しいレーベルからリリースした。
この頃、世界中の民族音楽がさまざまなレーベルからリリースされていたが、その種類は非常に多種多様で、特定のジャンルに収まらなかった。ボイドとその他の音楽業界のリーダーたちは、マーケティング目的でこの音楽に名前を付けるために、ワールドミュージックという用語を造ることを決定した。ハンニバルはワールドミュージックの旗の下でレコードをリリースし始めた。
1990年代初頭、ハンニバルは独立系レーベルのライコディスクに買収された。ジョー・ボイドは、ライコディスクがパーム・ピクチャーズに買収される1990年代後半までレーベルの経営を続けた。ボイドがハンニバルを去った後、レーベルは休止状態となった。
1998年にアンディ・チャイルズがハンニバルの経営を引き継いだ。ロバート・ワイアット、フィル・マンザネラ、ブライアン・イーノを含む新しいアーティストによるラインナップが導入され、レーベルはオール・セインツ・レーベルからの録音を再発し始めた。これらの確立されたアーティストだけでなく、ハンニバルはフォークロック・バンドのエイティーンス・デイ・オブ・メイなどの新しいアーティストと契約し始めた。
2006年、ライコディスクはワーナー・ミュージック・グループに買収された。同年12月、ワーナーはハンニバルの閉鎖を決定した。